# توم هوران
توم هوران (8 مارس 1854 في جمهورية أيرلندا - 16 أبريل 1916 في أستراليا) (بالإنجليزية: Tom Horan)‏ هو لاعب كريكت أسترالي. شارك مع منتخب أستراليا الوطني للكريكت. أما مع فريق رياضي، فقد لعب مع فريق فكتوريا للكريكت.

## وصلات خارجية
- توم هوران على موقع إي آس بي آن كريك إنفو (الإنجليزية)